# Portfölj (väska)

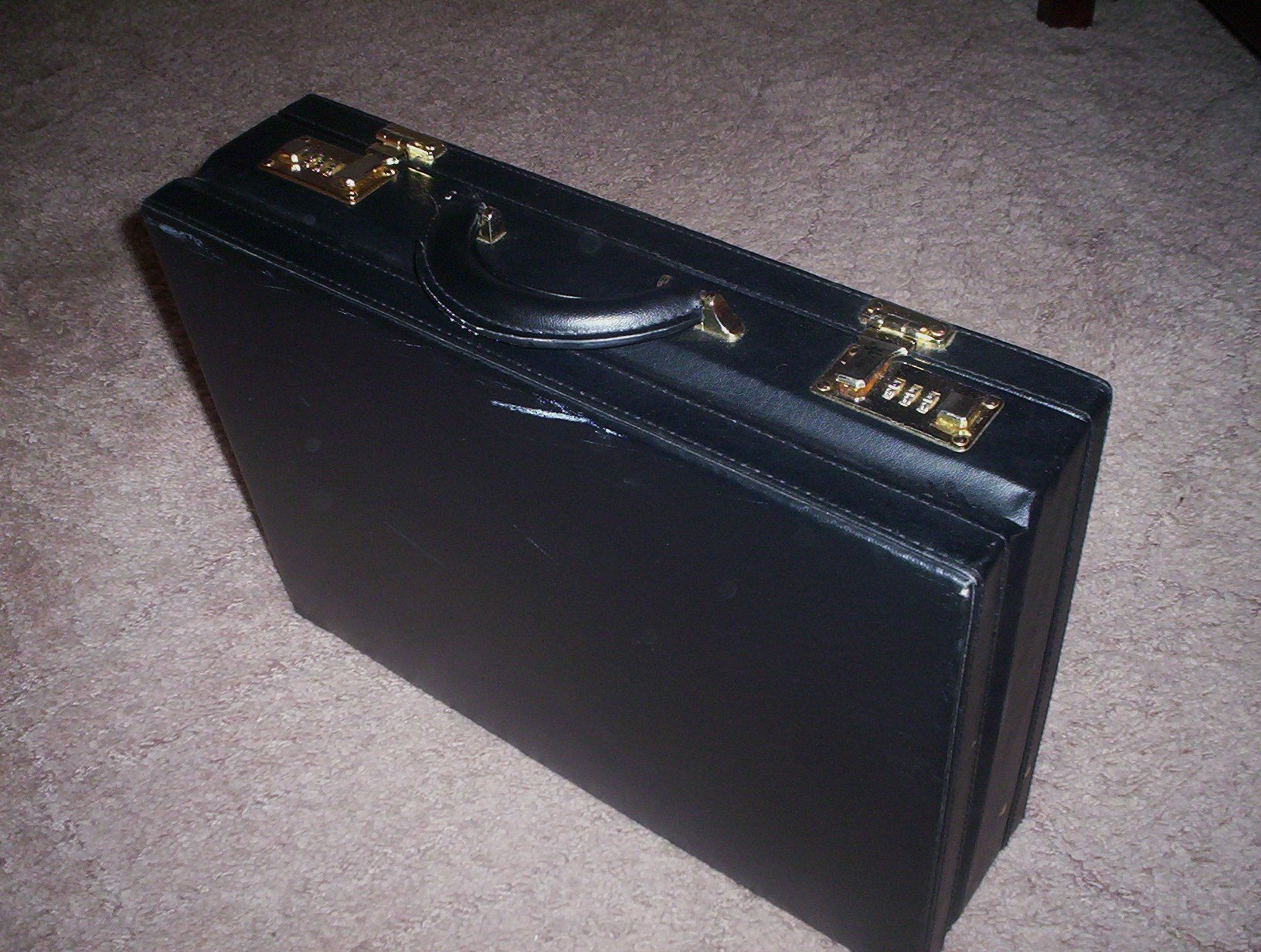
En attachéväska är en modern portfölj med styva sidor som öppnas i två delar.

Portfölj är typ av väska som är särskilt tillverkad för att man skall bära papper och liknande föremål i den. Den är således ofta använd av personer som jobbar på kontor. En portfölj har ofta styva eller halvstyva sidor eller ramverk och är ofta tillverkad i svart eller brunt läder eller liknande material.
Med portfölj kan i överförd bemärkelse också avses de samlade uppgifter eller ärenden som en person har ansvar för, se vidare portfölj.